# Edifici al carrer Sant Llorenç 5 d'Alcoi
L'edifici al carrer Sant Llorenç número 5, situat a la ciutat d'Alcoi (l'Alcoià), País Valencià, és un edifici residencial d'estil modernista valencià construït l'any 1910, que va ser projectat per l'arquitecte Vicent Pascual Pastor.
L'edifici és obra de l'arquitecte alcoià Vicent Pascual Pastor en 1910 per a la residència particular d'Antonio Vicens, empresari i banquer vinculat a la Banca Vicens. L'edifici consta de planta baixa i quatre plantes.
A l'edifici destaca la rajola vista de la façana amb rematada en pedra en la part superior dels finestrals i el disseny de caràcter geomètric de les baranes. La decoració en totes les altures és de tipus floral i vegetal, típicament modernista.